# Clonfert
Clonfert (in irlandese Cluain Fearta) è una località della Repubblica d'Irlanda. Fa parte della contea di Galway, nella provincia di Connacht.
Il luogo è strettamente collegato con San Brandano.
Nel 559 Brandano fondò il monastero e la scuola monastica di Clonfert. Si racconta che la sua scuola contò fino a tremila discepoli e che la regola del monastero fu dettata a Brandano da un angelo. Il santo sarebbe morto ad Amaghdown, in visita alla sorella e sarebbe stato sepolto a Clonfert.